# Yutaka Ikeuchi
Yutaka Ikeuchi, född 25 augusti 1961 i Aichi prefektur, Japan, är en japansk tidigare fotbollsspelare.